# Anabel Englund
Anabel Englund (nacida el 1 de septiembre de 1992) es una cantante, disc-jockey y compositora estadounidense. Reconocida por su trabajo colaborativo con el grupo de música electrónica Hot Natured y el productor Marc Kinchen.

## Primeros años
Nació en Nueva York y fue criada en Los Ángeles, su padre es el actor y cantante estadounidense Morgan Englund, su abuelo fue el director y productor George Englund y su abuela, la actriz ganadora del Premio de la Academia Cloris Leachman. Su bisabuela Mabel Albertson y el famoso hermano de Mabel, Jack Albertson, también eran actores y provenían de una familia judía. Leachman inspiró a su nieta a convertirse en cantante. "Mi abuela me hacía cantar frente a sus amigas actrices, pero sería tan tímida que tendría que enfrentarme", recuerda. Englund regularmente cita su gran influencia como Madonna.

## Trayectoria
Hizo su primera incursión como intérprete en el grupo de jóvenes cristianos a los que asistió a los 16 años, y se convirtió en cantante y compositora en la cadena de televisión estadounidense ABC Family, propiedad de Disney, que ofrece canciones temáticas y otro material para programas de televisión. Durante el 2010 y el 2011, escribió y tocó baladas en gran parte impulsadas por el piano, tanto por su cuenta como parte de un dúo llamado Suburban Nightlife. A finales de 2012, conoció a los productores Lee Foss y Jamie Jones, y, junto con Mark Kinchen (MK), colaboró en la canción "Electricity", lanzada a través de Hot Creations. La pista de la casa fue alabada por la comunidad de música electrónica y se agregó a la rotación en la lista de reproducción de la Mezcla Esencial de la BBC Radio 1 en enero de 2013.
El éxito de la canción elevó el perfil de Englund y ella participó en las sesiones que se convertirían en el álbum de 2013 Different Sides of the Sun del grupo británico-estadounidense de electrónica / house Hot Natured. Presentó tres temas: "Reverse Skydiving", "Mercury Rising" y "Emerald City". Los remixes de estas canciones también destacaron la contribución de Englund, mientras que "Reverse Skydiving" alcanzó el número cincuenta y seis la carta oficial de encillos del Reino Unido. Englund se presentó con Hot Natured en los principales festivales de música de todo el mundo y también colaboró con Kinchen y Foss para formar el proyecto Pleasure State. Their debut EP Ghost In the System was released by Hot Creations on December 1, 2014.
En octubre de 2016, Defected Records anunció que lanzaría el sencillo de debut de Englund, "London Headache", el 14 de noviembre de 2016, descrito como una "pieza de pop / house alternativa, con elementos de discoteca en todo el mundo con sus letras profundamente personales ". Englund también comenzó su propio evento ese mismo año titulado Gari Safari, que consiste en una serie de shows en vivo.

## Discografía
| Título                                          | Detalle de álbum                                                                              |
| ----------------------------------------------- | --------------------------------------------------------------------------------------------- |
| Anabel Englund                                  | - Released: 16 de octubre de 2012 - Label: ABC Family Worldwide - Formats: Music download     |
| Ghost In the System (as part of Pleasure State) | - Released: 1 de diciembre de 2014 - Label: Hot Creations - Formats: Music download, LP récor |

### Sencillos
- 2016: "London Headache"[17]

### Sencillos promocionales
- 2012: "Hard To Forget" (with Tyler Blackburn)[20]
- 2012: "Once a Year"[21]
- 2014: "Be With Me"[22]

### Videos musicales
| Título                                                     | Año  | Director(s)      |
| ---------------------------------------------------------- | ---- | ---------------- |
| "Hard To Forget" (with Tyler Blackburn)                    | 2012 | Hannah Lux Davis |
| "Reverse Skydiving" (Hot Natured featuring Anabel Englund) | 2013 | Chloe Hayward    |
| "Ghost In the System" (Pleasure State)                     | 2014 | Stephen Garnett  |